# Luis Echeverría
För andra betydelser, se Luis Echeverría (olika betydelser).
Luis Echeverría Álvarez, född 17 januari 1922 i Mexico City, död 8 juli 2022 i Cuernavaca i Morelos, var en mexikansk politiker för Institutionella revolutionära partiet (PRI). Echeverría var under åren 1970–76 landets president, och dessförinnan inrikesminister 1963–69.
År 2006 åtalades han och sattes i husarrest för sin inblandning i Tlatelolcomassakern dagarna före de olympiska sommarspelen i Mexico City 1968. Officiellt dödades 30 människor, men vittnen och människorättsaktivister menar att det rör sig om närmare 300. Han åtalades även för den så kallade Corpus Christi-massakern 1971. 2009 lades åtalet emot honom ned.

## Biografi
Echeverría var son till Rodolfo Echeverría och Catalina Álvarez. Echeverría började 1947 vid Mexikos nationella autonoma universitet och undervisade om politisk teori och konstitutionell lag. Han steg under tiden i hierarkin inom Institutionella revolutionära partiet, och blev så småningom privatsekreterare för partiets president Rodolfo Sánchez Taboada.
I januari 1945 gifte sig Echeverría med María Esther Zuno och fick åtta barn. Hans son Álvaro Echeverría Zuno, ekonom, begick självmord i maj 2020 vid 71 års ålder.
I januari 2018 rapporterades det att han hade dött, men detta dementerades senare. Den 17 januari 2018 firade han sin 96-årsdag på sjukhus och skrevs ut den 18 januari.
Den 1 april 2018, med en livslängd på 35 138 dagar, överträffade han Pedro Lascuráin Paredes (1856–1952) när det gäller livslängd och blev den äldsta tidigare presidenten i Mexikos historia.[källa behövs]

## Politisk karriär
Echeverrías tid som inrikesminister under Gustavo Díaz Ordaz präglades av ökat politiskt förtryck då oliktänkande journalister, politiker och aktivister utsattes för censur, godtyckliga gripanden, tortyr och utomrättsliga avrättningar. Detta kulminerade med massakern i Tlatelolco den 2 oktober 1968, som satte stopp för månader av sociala protester över hela landet. Díaz Ordaz, Echeverría och försvarsminister Marcelino Garcia Barragán har betraktats som de intellektuella upphovsmännen till massakern, där hundratals obeväpnade demonstranter dödades av medlemmar av armén. Följande år utsågs Echeverría av Díaz Ordaz till sin utsedda efterträdare som president, som han antog den 1 december 1970.
Echeverría var en av de mest högprofilerade presidenterna i Mexikos efterkrigshistoria och försökte bli ledare för den så kallade "tredje världen", de länder som inte var i linje med vare sig USA eller Sovjetunionen under det kalla kriget. Han hade möte med ordförande Mao Zedong och premiärminister Zhou Enlai, och försökte använda Maos inflytande hos asiatiska och afrikanska nationer i ett slutligen misslyckat försök att bli generalsekreterare för FN. Echeverrías förbindelser med Israel (och amerikanska judar) blev ansträngda efter att han stöttat en FN-resolution som likställde sionism med rasism.
På hemmaplan uppnådde Echeverría betydande tillväxt i den mexikanska ekonomin och främjade aggressivt olika infrastrukturprojekt som nya hamnar i Lázaro Cárdenas och Ciudad Madero. Emellertid karakteriserades hans presidentämbete också av auktoritära metoder: de facto uppstod i Mexiko de första dokumenterade fallen av ”dödflyg” i Latinamerika, Corpus Christi-massakern 1971 mot studentdemonstranter, det "smutsiga kriget" mot vänsterdissidenter i landet, under Echeverría – och den ekonomiska krisen som uppstod i Mexiko mot slutet av hans tid som president. År 2006 åtalades han och beordrades i husarrest för sin roll i massakern i Tlatelolco 1968 och massakern på Corpus Christi 1971, men 2009 lades anklagelserna mot honom ner.

## Utmärkelser och hedersbetygelser
- Stormästare av Mexikanska Aztekiska Örnorden (1970–1976)
- Storkorsriddare med kedja av Italienska republikens förtjänstorden (8 februari 1974)[25]
- Storstjärnan av Österrikiska förtjänstorden (1974)[26]
- Hedersriddare av Jamaicaorden
- Hedersriddare av storkorset av Bathorden (1973)